# Jurerê
Jurerê est une plage de la municipalité de Florianópolis, au Brésil. 
Elle se situe au nord de l'île de Santa Catarina, entre les plages de Praia do Forte et de Canasvieiras, dans le district de Canasvieiras. 
La station balnéaire s'est récemment urbanisée et attire de nombreux touristes, en majorité argentins.